# Temporary Road
Temporary Road - (una) Vita di Franco Battiato è un film documentario del 2013 diretto da Giuseppe Pollicelli e Mario Tani.
Presentato il 29 novembre 2013, fuori concorso, nella sezione “Festa Mobile” del Torino Film Festival, è stato distribuito nelle sale cinematografiche italiane, in un'unica data, l'11 dicembre 2013, totalizzando il quarto incasso assoluto di quella giornata e il primo in proporzione al numero di sale in cui l'opera è stata proiettata.
Il lungometraggio è stato proiettato per la prima volta in televisione il 10 agosto 2016, alle ore 21.15, dal canale Rai 5.
Alternando interviste e documenti visivi di concerti e dietro le quinte, il film analizza la carriera del musicista e regista Franco Battiato mettendone in luce i legami con la ricerca introspettiva che da sempre caratterizza la vita dell'artista. Il film è stato riconosciuto di "interesse culturale nazionale" dal Ministero dei Beni e delle Attività Culturali.